# كومبات تي-98
كومبات تي-98 سيارة دفع رباعي روسية وتصنع في سانت بطرسبرغ في روسيا. و تعتبر اسرع سيارة مصفحة فاخرة في العالم، حيث تبلغ سرعتها 180 كلم. ويبلغ التصفيح (حسب الطلب) من B2 إلى B7 بالإضافة إلى تصفيح ضد الرصاص يبلغ حتى 12.7م

## المواصفات
جميع القطع الميكانيكية هي من جنرال موتورز
- المحرك :- على نوعين :
  - بنزين 8 اسطوانات 8.1 لتر VORTEC (نفس المستخدم في الجي ام سي سوبربان 8100) بقوة 340 حصان
  - ديزل 8 اسطوانات 6.6 لتر+توربو DURAMAX (نفس المستخدم في الهمر H-1) بقوة 300 حصان
- ناقل الحركة: اتوماتيك -5 سرعات من نوع اليسون ALLISON 1000 5-speed automatic
- سعة خزان الوقود (140 لتر)
- الوزن : 3750 كلجم (موديل الشاحنة) -----4150 كلجم (موديل الركابStation Wagon)
- الطول : 5150 ملم (موديل الشاحنة) -----5350 ملم (موديل الركابStation Wagon)
- الارتفاع : 1950ملم (موديل الشاحنة) -----2100ملم (موديل الركابStation Wagon)
- العرض : 2100ملم (موديل الشاحنة) -----2100ملم (موديل الركابStation Wagon)
- قاعدة العجلات :3400ملم (موديل الشاحنة) -----3500ملم (موديل الركابStation Wagon)

## مواقع ذات صلة
- الموقع الرسمي